# Neocucullia albisignata
Neocucullia albisignata är en fjärilsart som beskrevs av Antonius Johannes Theodorus Janse 1939. Neocucullia albisignata ingår i släktet Neocucullia och familjen nattflyn. Inga underarter finns listade i Catalogue of Life.